# Microrégion de la serra de Santana

Localisation de la microrégion de la serra de Santana

La microrégion de la Serra de Santana est l'une des cinq microrégions qui subdivisent la mésorégion du centre de l'État du Rio Grande do Norte au Brésil.
Elle comporte 7 municipalités qui regroupaient 64 213 habitants en 2006 pour une superficie totale de 3 020 km².

## Municipalités[1]
- Bodó
- Cerro Corá
- Florânia
- Lagoa Nova
- Santana do Matos
- São Vicente
- Tenente Laurentino Cruz